# Aviastar (Indonésie)
Fly Safe And Comfort
 PT Aviastar Mandiri, opérant sous le nom Aviastar est une compagnie aérienne Indonésienne basée à Jakarta Est, Jakarta, en Indonésie.

## Histoire
La compagnie est fondée le 12 juin 2000 par le Capitaine Sugeng Triyono et 4 de ses collègues, et propose alors des  vols charters avec des hélicoptères loués. Depuis 2003, Aviastar propose des vols en avions à l'aide de 2 DeHavilland Canada DHC-6-300 Twin Otters.
La compagnie propose aujourd'hui des vols réguliers et charters avec une flotte de 4 DHC-6-300 et 3 BAe 146-200.

## Destinations

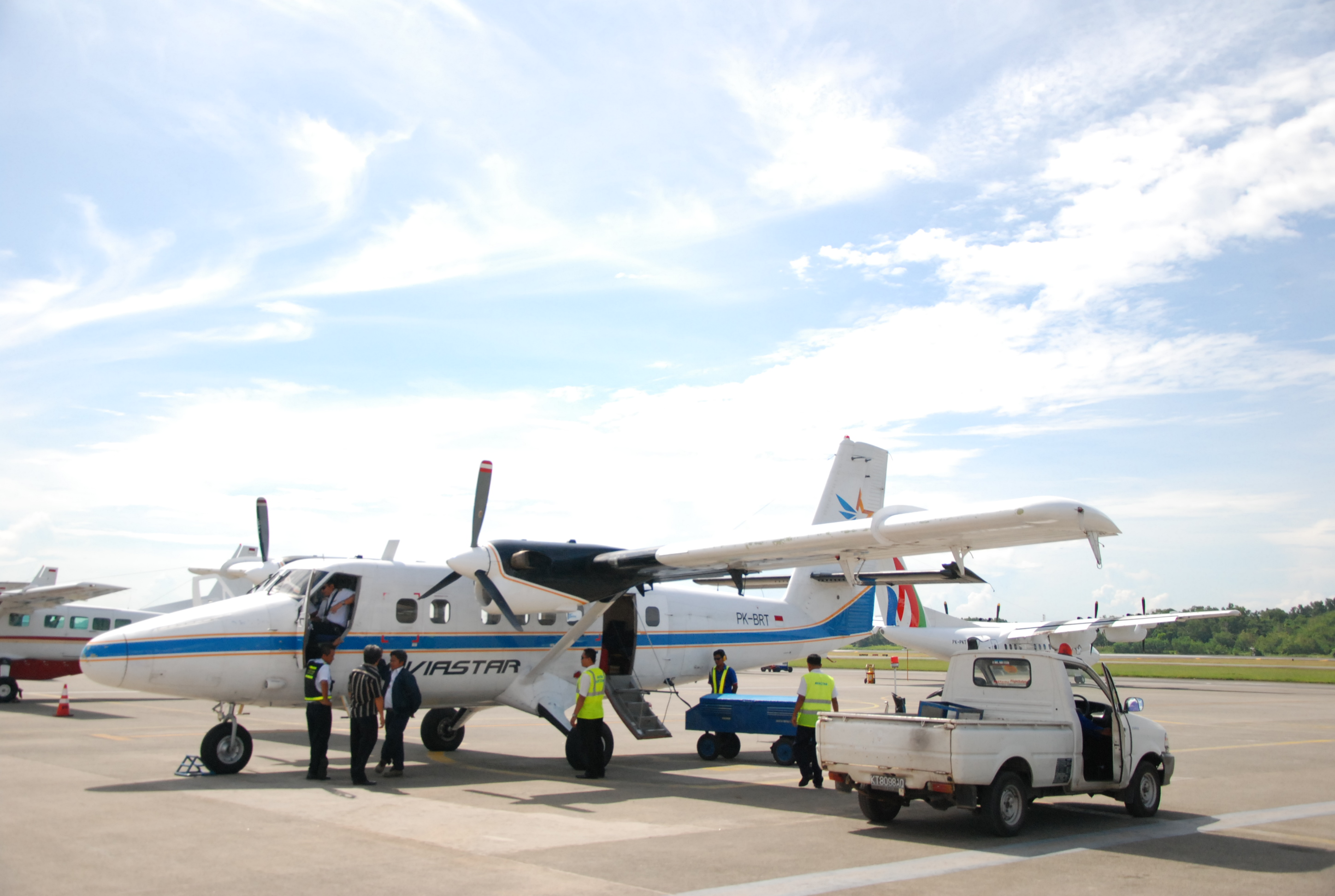
Aviastar DHC-6-300 à l'Aéroport Halim Perdanakusuma en 2012

Aviastar propose 36 destinations, dont les principales sont:
- Balikpapan - Samarinda
- Balikpapan - Melak
- Jakarta - Muara Bungo
- Jakarta - Ketapang
- Makassar - Selayar - Bima
- Makassar - Tana Toraja
- Samarinda - Tana Toraja
- Palangkaraya - Muara Teweh
- Palangkaraya - Tumbang Samba

## Flotte

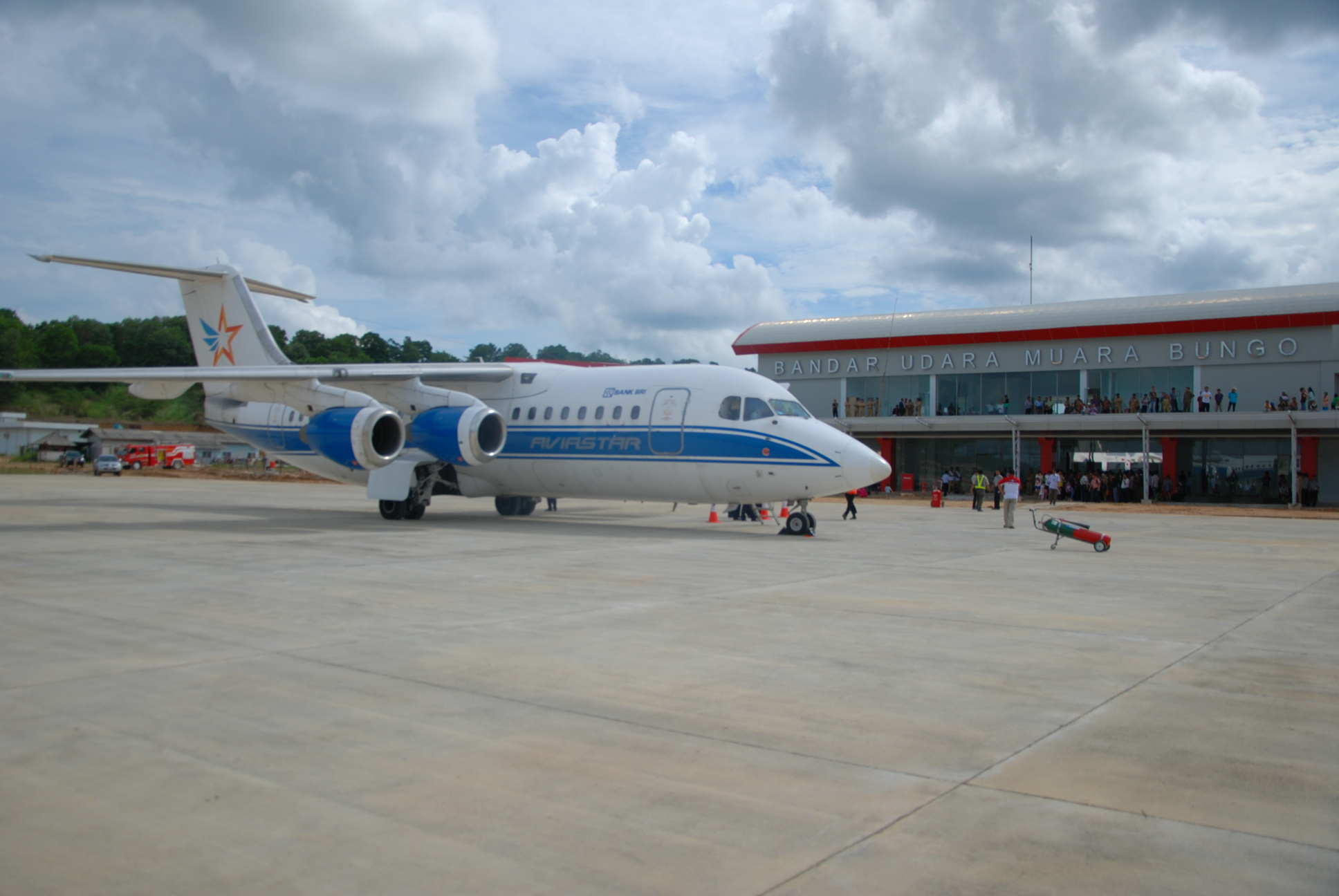
BAe 146-200 d'Aviastar à l'Aéroport Muara Bungo en 2012

La flotte d'Aviastar comprend les appareils suivants:

## Incidents et accidents
- Le 9 avril 2009, le BAe 146-300 PK-BRD s'écrase sur une montagne près de Wamena, en Papouasie, après une seconde phase d'approche infructueuse de l'Aéroport de Wamena (en)[2].